# (7413) Galibina
(7413) Galibina est un astéroïde de la ceinture principale.

## Description
(7413) Galibina est un astéroïde de la ceinture principale. Il fut découvert le 24 septembre 1990 à Naoutchnyï par Lioudmila Jouravliova et Galina Kastel. Il présente une orbite caractérisée par un demi-grand axe de 3,08 UA, une excentricité de 0,20 et une inclinaison de 0,5° par rapport à l'écliptique.

## Compléments